# NA-2328
La  NA-2328  es una carretera local perteneciente a la Red de Carreteras de Navarra que se inicia en PK 0,58 de NA-2330 y termina en Beortegui. Tiene una longitud de 3,14 kilómetros.